# Debra Hill
Debra Hill  (Haddonfield, 10 de noviembre de 1950-Los Ángeles, 7 de marzo de 2005) fue una guionista, actriz y productora de cine estadounidense.
Comenzó su carrera como guionista en 1978, con la película Halloween de John Carpenter. Dicha película costó unos 300 000 dólares y se calcula que recaudó unos 60 millones de dólares. Este éxito hizo que fuese la primera de una larga saga de películas de terror. Continuó trabajando con John Carpenter en otras películas, bien como productora o como guionista. Fue una de las primeras mujeres productoras.
En 1986 dirige una productora, junto a Lynda Obst de la que saldrán películas como Heartbreak Hotel o El rey pescador.

## Filmografía

### Guionista
- 1978: Halloween, de John Carpenter
- 1980: La niebla (película de 1980), de John Carpenter
- 1982: Halloween 2 (Halloween II), de Rick Rosenthal
- 1989: Halloween 5 (Halloween 5: The Revenge of Michael Myers), de Dominique Othenin-Girard
- 1994:  Confessions of a Sorority Girl de Uli Edel
- 1995: Halloween 6 (Halloween 6: The curse of Michael Myers), de Joe Chappelle
- 1996: Escape from L.A., de John Carpenter
- 1998: Halloween H20: 20 años después, de Steve Miner
- 2002: Halloween: resurrección, de Rick Rosenthal
- 2007: Halloween: el origen, de Rob Zombie
- 2005: The Fog, de Rupert Wainwright

### Actriz
- 1980: La niebla (película de 1980), de John Carpenter
- 1981: Escape from New York, de John Carpenter

### Productora
- 1978: Halloween, de John Carpenter
- 1980: La niebla (película de 1980), de John Carpenter
- 1981: Escape from New York, de John Carpenter
- 1982: Halloween 2 (Halloween II), de Rick Rosenthal
- 1982: Halloween III (Halloween III: Season of the witch), de Tommy Lee Wallace
- 1983: La zona muerta (película), de David Cronenberg
- 1985: Head Office, de Ken Finkleman
- 1985: Clue (película), de Jonathan Lynn
- 1987: Adventures in babysitting, de Chris Columbus
- 1988: Big Top Pee-wee, de Randal Kleiser
- 1988: Heartbreak Hotel, de Chris Columbus
- 1989: Gross Anatomy, de Thom Eberhardt
- 1994: Confessions of a Sorority Girl (TV), de Uli Edel
- 1994: Roadracers (TV), de Robert Rodríguez
- 1991: El rey pescador (The Fisher King), de Terry Gilliam
- 1996: Escape from L.A., de John Carpenter
- 1998: Chow Bella, de Gavin Grazer (productora ejecutiva)
- 1999: Locos en Alabama, de Antonio Banderas
- 2005: The Fog, de Rupert Wainwright
- 2006: World Trade Center, de Oliver Stone